# مطار بايا ماري
مطار بايا ماري (بالإنجليزية: Baia Mare Airport) هو مطار يقع في رومانيا.

## إحصائيات
(حسب سنة 2013)
- الركاب: 16,798
- حركة الطيران: 996

## وصلات خارجية
- الموقع الإلكتروني